# Enseignement dans l'agglomération de Vichy
Dans les limites de la communauté d'agglomération Vichy Communauté, l'agglomération de Vichy compte plusieurs établissements scolaires ainsi qu'un pôle universitaire.
Toutes les communes de l'intercommunalité dépendent de l'académie de Clermont-Ferrand.

## Écoles primaires
Ne sont listées que les écoles des principales villes de l'agglomération.
La ville de Vichy compte onze écoles primaires publiques : six maternelles (Alsace, Beauséjour, La Colline, Lyautey, Pierre-Coulon et Sévigné) et cinq élémentaires (Georges-Méchin, Jacques-Laurent, Paul-Bert, Pierre-Coulon, Sévigné-Lafaye), ainsi qu'une école élémentaire privée (Jeanne-d'Arc).
La ville de Cusset compte cinq écoles primaires publiques (Chassignol, Jean-Giraudoux, Jean-Zay, Louis-Liandon, Lucie-Aubrac), ainsi qu'une école élémentaire privée (Notre-Dame).
La ville de Bellerive-sur-Allier compte deux écoles maternelles (Alexandre-Varenne et Jean-Zay) et deux écoles élémentaires (Jean-Baptiste-Burlot et Marx-Dormoy).

## Établissements secondaires

### Collèges
Les collèges publics de l'agglomération sont gérés par le conseil départemental de l'Allier :
- à Bellerive-sur-Allier, le collège Jean-Rostand[3] ;
- à Cusset, le collège Maurice-Constantin-Weyer ;
- à Saint-Germain-des-Fossés, le collège Jean-de-la-Fontaine ;
- à Saint-Yorre, le collège Victor-Hugo ;
- à Vichy, les collèges des Célestins et Jules-Ferry.

Les deux collèges privés sont Saint-Joseph à Cusset et Saint-Dominique à Vichy.

### Lycées
Les lycées publics de l'agglomération sont gérés par le conseil régional d'Auvergne-Rhône-Alpes :
- la cité scolaire Albert-Londres (composée du lycée de Presles et du lycée professionnel Albert-Londres) ;
- le lycée Valery-Larbaud (sections technologiques et professionnelles).

Le lycée Saint-Pierre est un établissement privé.

#### Lycées Albert-Londres
Les lycées Albert-Londres (46° 07′ 52″ N, 3° 26′ 20″ E) sont issus de l'union du lycée de Presles (assurant l'enseignement des filières générales et technologiques) et du lycée professionnel Albert-Londres (professionnel) à la suite d'un changement de nom en 2011. Le site est localisé à l'extrémité ouest de la commune de Cusset et bordé au nord par l'avenue de Vichy, au sud par le boulevard du 8-Mai-1945 et à l'ouest par un boulevard urbain (avenue de la Liberté). Il est l'un des sites du campus Albert-Londres. La superficie de ce site, partie du campus Albert-Londres, atteint 17 hectares.
Ouvert le 21 septembre 1964, le lycée de Presles accueillait les anciens élèves du collège de Cusset à la suite de la réforme des collèges de 1965.
Le lycée forme les élèves aux filières générales, technologiques (STMG et STI2D), professionnelles (dont les BTS services informatiques aux organisations, notariat, communication, ou assistant réalisation ingénieur).
Le journaliste et ancien otage Georges Malbrunot et la chanteuse Nolwenn Leroy ont fréquenté le lycée.
Les bâtiments de la cité, dont les premiers ont été construits au début des années 1960, ont été rénovés jusqu'en 2016 pour 61 millions d'euros. Un bâtiment à vocation scientifique a été rénové en 2011 pour 23 millions d'euros, le plus gros montant pour un lycée dans l'ancienne région Auvergne. Les alentours de la cité ont bénéficié d'aménagements de sécurité en 2009 et 2010 pour environ un million d'euros : halte routière, piste cyclable, nouveau parking.

#### Lycée Valery-Larbaud
Le lycée Valery-Larbaud est un lycée public situé boulevard Gabriel-Péronnet, dans le quartier de Puy-Besseau (46° 07′ 38″ N, 3° 26′ 44″ E) ; il doit son nom à l'écrivain Valery Larbaud, né en 1881 et décédé à Vichy en 1957.
La construction de ce lycée a débuté en 1998. Ouvert en septembre 1999, cette réalisation du conseil régional d'Auvergne a coûté 18,1 millions de francs. Il a été inauguré le 28 janvier 2000 en présence de Valéry Giscard d'Estaing, alors président du conseil régional, du recteur, des élus, du personnel et des élèves de l'établissement. Il remplace l'ancien lycée professionnel Abel-Boisselier, implanté au centre-ville, qui datait de 1835 et nommé en 1982.
Le lycée forme les élèves aux filières technologiques et professionnelles (CAP, BTS, baccalauréat professionnel, mention complémentaire) dans le domaine de l'hôtellerie, du commerce, de l'optique, de la diététique, de la santé et du social.
La section professionnelle est membre du campus Albert-Londres.

#### Lycée Saint-Pierre
Ce lycée est localisé allée Pierre-Berthomier, à proximité du centre-ville (46° 08′ 06″ N, 3° 27′ 31″ E). Ce lycée et le collège Saint-Joseph sont groupés dans le même établissement, ils sont étendus sur 8 bâtiments et 12 900 m2.
Le lycée a été fondé en 1822 par Mademoiselle Cougoul-Salignat et confié aux religieuses de la congrégation de Saint-Joseph de Chambéry. En 1856, le pensionnat Saint-Joseph s’est installé dans l’ancienne maison Pons (allée Pierre-Berthomier, du nom d’un aviateur résistant fusillé en 1944). Il prend la suite d’un pensionnat Saint-Pierre pour demoiselles créé trente ans plus tôt. Par la suite, il a connu une grande expansion tout au long de son histoire. Le 13 juin 1887, la chapelle Saint-Joseph, construite pour les religieuses arrivées en 1854 pour gérer le dit pensionnat, est bénie par l’évêque Dreux-Brézé.
Les sœurs de Saint-Joseph ont confié en 1986 à Pierre Déborbe, un laïc, la direction du collège et du lycée Saint-Joseph. En 1992, le lycée a pris le nom de Saint-Pierre.           P. de Saint-Sauveur est arrivé en 1993 à la tête du lycée puis en 1994 à celle du collège.
Avec un effectif de 800 élèves en 2009-2010, un des bâtiments a été surélevé pour un coût de 600 000 € TTC. Il s’agit du bâtiment F accueillant les classes de seconde et de terminale. L’augmentation de l’effectif a conduit pour 2011-2012 à construire un nouveau restaurant scolaire et à créer une nouvelle classe de sixième.

## Enseignement supérieur

### Campus Albert-Londres

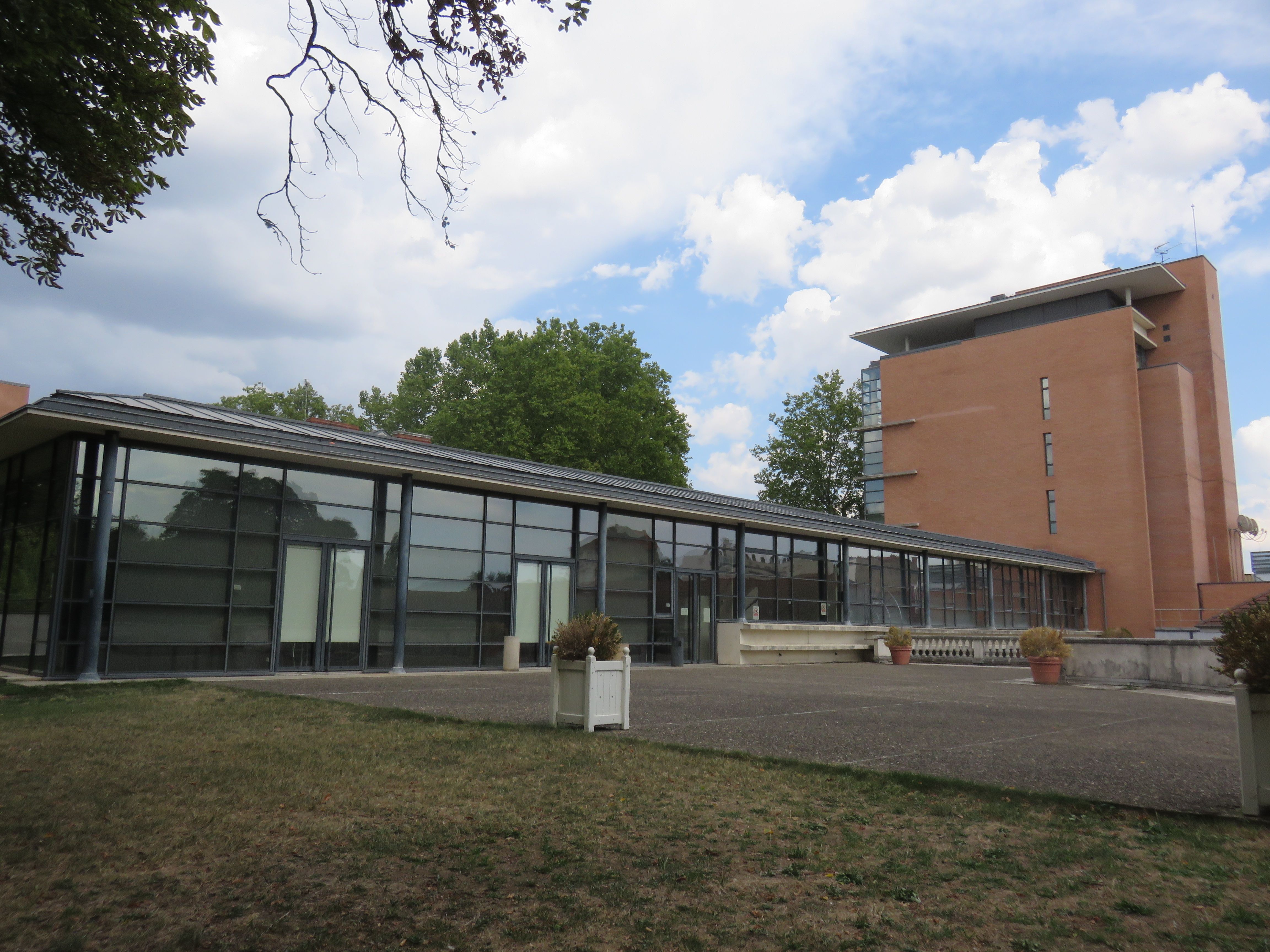
Le pôle universitaire Lardy.

Le campus Albert-Londres est nommé le 15 mai 2012 à l’occasion du quatre-vingtième anniversaire du décès du journaliste Albert Londres. Il regroupe dix établissements assurant des formations après le baccalauréat avec 2 300 étudiants, :
- le centre d'approches vivantes des langues et des médias (CAVILAM) Alliance Française : formation et perfectionnement en langues étrangères (5 800 étudiants par an) ;
- le pôle universitaire et technologique Lardy (deux formations en santé et nutrition, deux en pharmacie, cinq en multimédia-communication-langues dont quatre licences professionnelles, deux en commerce, deux en économie-gestion-droit et un master professionnel en entrepreneuriat-management) totalisant 750 étudiants ;
- la cité scolaire Albert-Londres (voir la section dédiée) avec 315 étudiants en BTS ;
- le lycée Valery-Larbaud (voir la section dédiée) avec 215 étudiants en BTS ;
- le lycée privé d'enseignement supérieur de Vichy avec 215 étudiants en BTS (management-cosmétique avec classe préparatoire, entrepreneuriat-management et tourisme) ;
- l'école des métiers du bâtiment avec 33 étudiants en BTS (électrotechnique et bâtiment) ;
- l'institut européen de la qualité totale avec 112 étudiants (qualité, sécurité et environnement : licence professionnelle, deux titres certifiés et un master 2) ;
- l'institut de formation en soins infirmiers (278 étudiants) ;
- l'institut de formation en masso-kinésithérapie (IFMK, 200 étudiants) ;
- le CREPS (200 étudiants et plus de 1 000 stagiaires par an) : six diplômes d’État : jeunesse, éducation populaire et sport, aviron, rugby, cyclisme, basket, natation et natation course ainsi que des diplômes d’État supérieurs comprenant aussi la direction de structures et projets et un brevet d’État.

### Autres établissements d'enseignement supérieur
Autres écoles :
- École d'esthétique Fournier

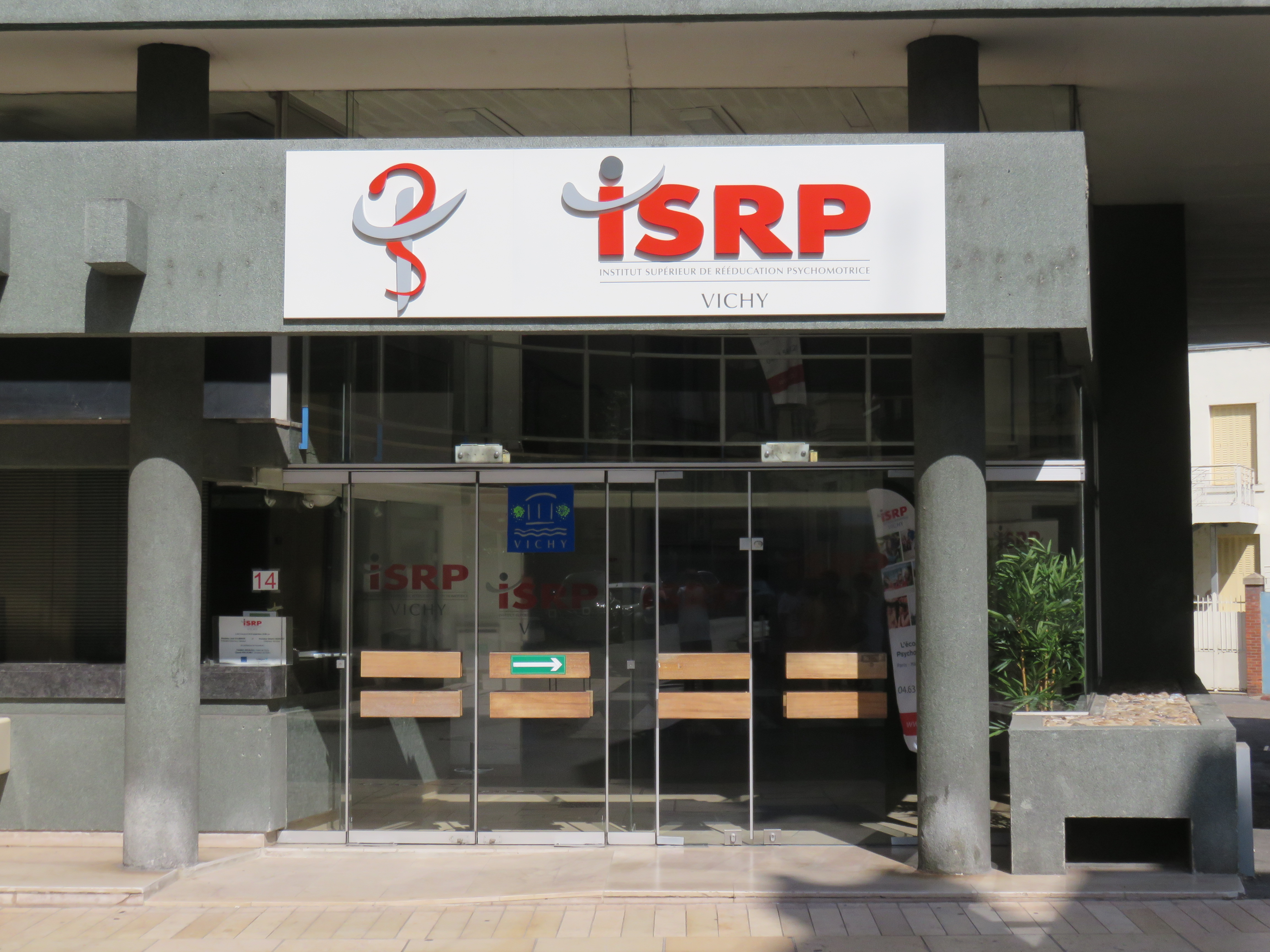
L'Institut supérieur de rééducation psychomotrice est installé à Vichy depuis 2018.

- Institut supérieur de rééducation psychomotrice. L'ISRP a installé son troisième site à Vichy, le premier de l'ex-région Auvergne[21], sur le site de l'ancien service urbanisme[22], et accueille, depuis septembre 2018, plus de 60 étudiants, 135 en 2019. Les cours de première année de psychologie sont assurés à l'IFMK[22].

### Sources
- Collèges, lycées et lycées professionnels de l’académie de Clermont-Ferrand ;
- Annuaire des écoles du département de l’Allier sur le site du Ministère de l'Éducation nationale.